# Замок Кілкенні

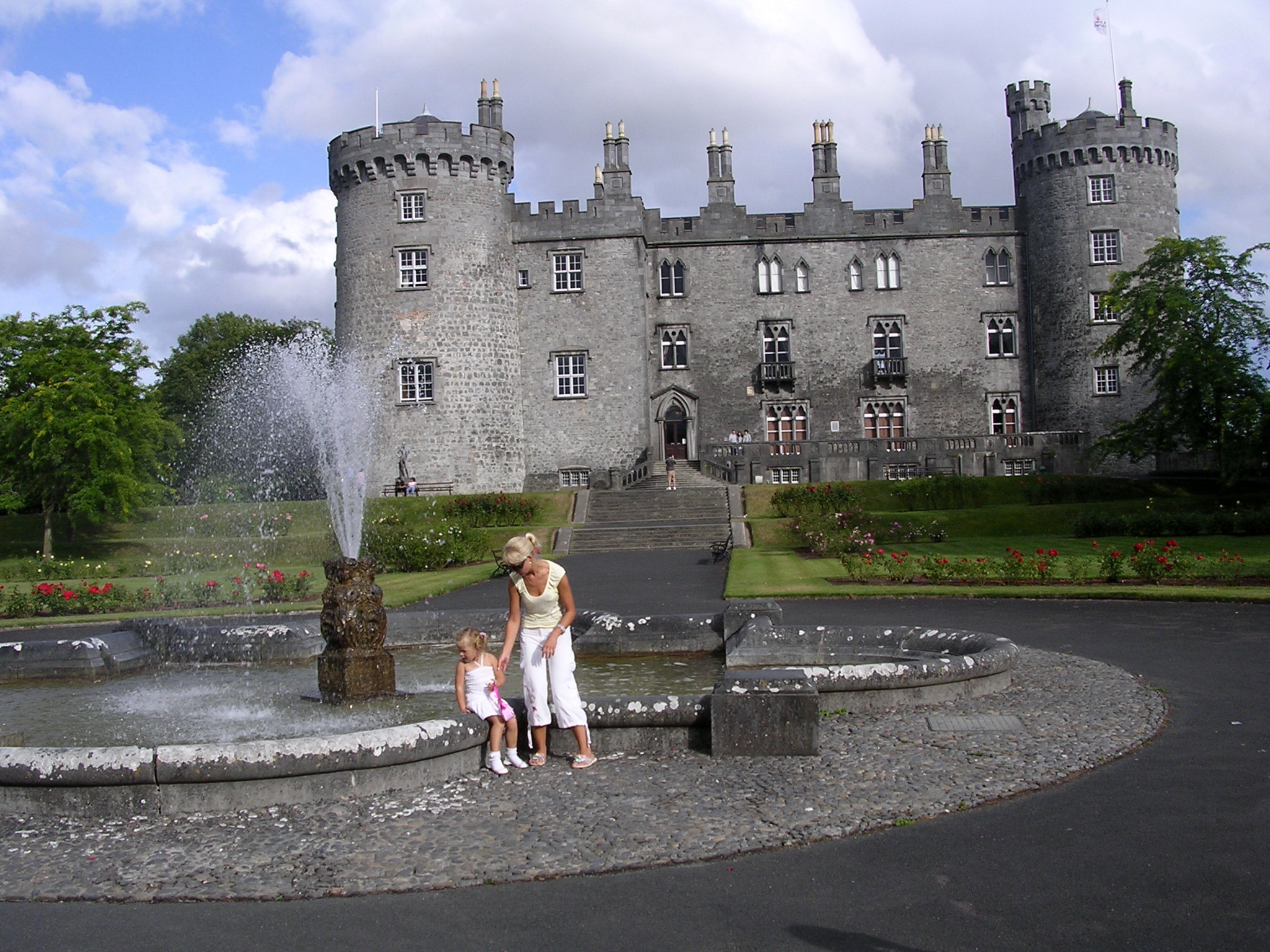
Замок Кілкенні.

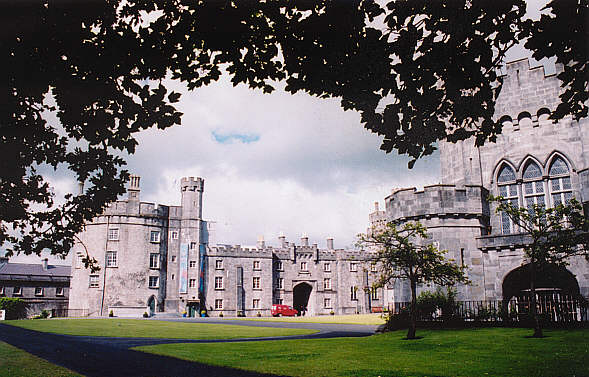
Замок Кілкенні.

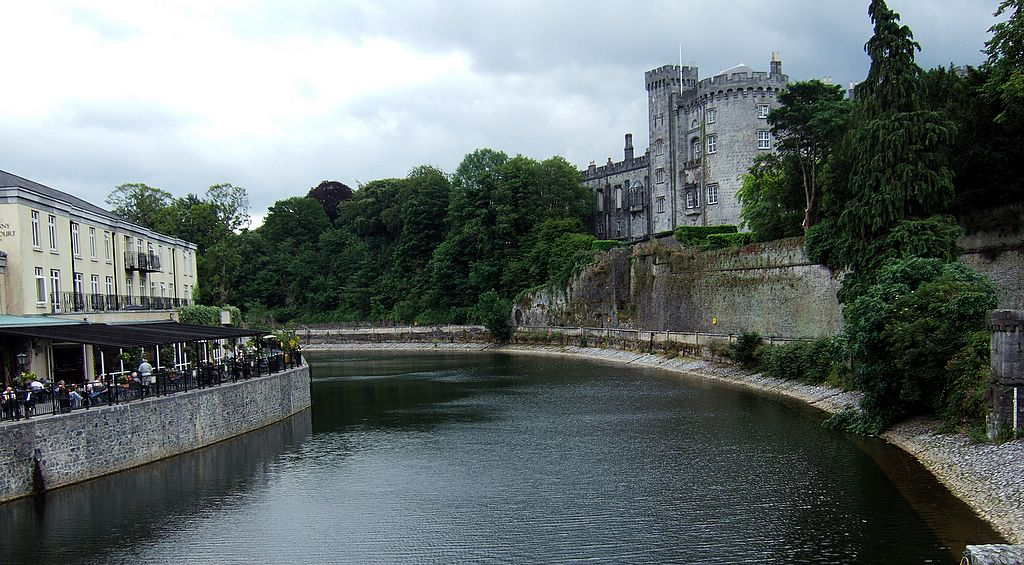
Замок Кілкенні. Вид з річки Нор.

Замок Кілкенні (англ. Kilkenny Castle, ірл. Caisleán Chill Chainnigh) — замок Хілл Хайнніх — один із замків Ірландії, розташований в графстві Кілкенні. Ірландська назва замку означає «замок Церкви Кайнеха» — Кайнех — один із ірландських святих VI століття. Замок побудований у 1195 році норманськими феодалами після англо-норманського завоювання Ірландії для захисту феодалами завойованих земель від ірландських кланів. Замок був побудований для захисту броду через річку Нор на стику кількох доріг. Довгий час замок Кілкенні був символом англо-норманської окупації Ірландії. У ХІІІ столітті замок був важливим стратегічним оборонним центром міста Кілкенні. Замок мав 4 великих круглих кутових вежі і глибокий рів навколо.
У 1967 році замок і землі навколо нього були передані народу графства Кілкенні за символічну плату 50 фунтів. Замок належить нині Управлінню громадських робіт Ірландії. Сади і парки навколо замку нині відкриті для відвідування публіки і туристів. У замку проводять конференції та інші громадські заходи, нагородження випускників навчальних закладів.

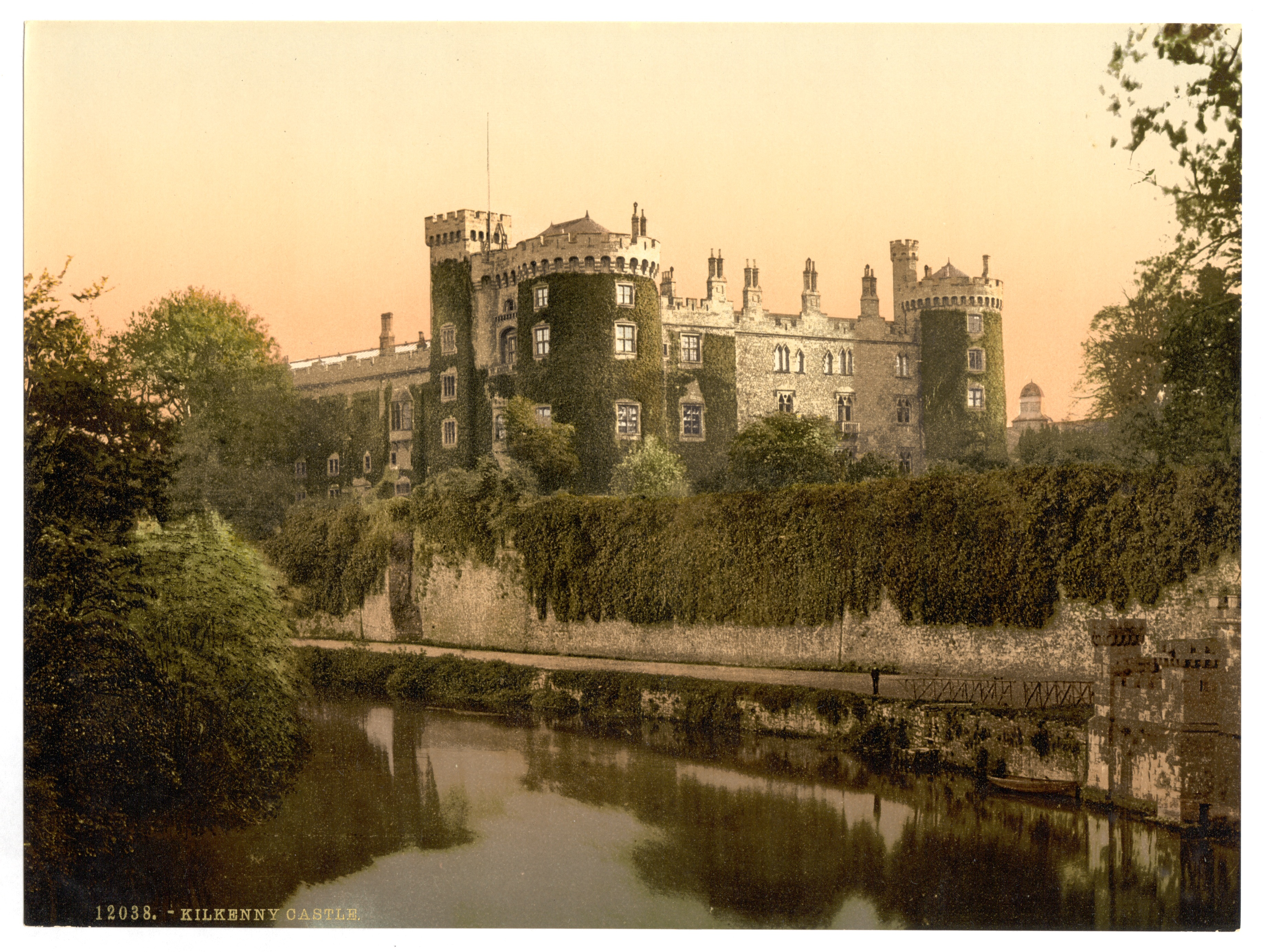
Замок Кілкенні. Фото 1890 р.

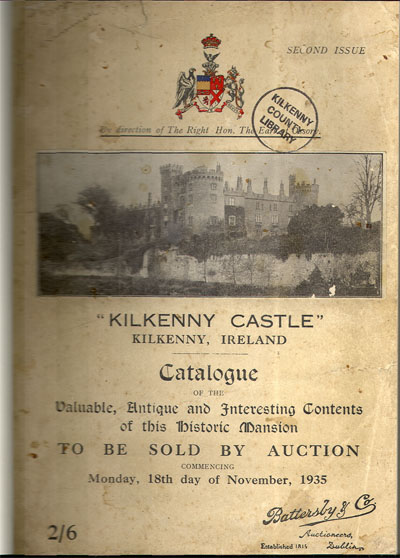
Замок Кілкенні. Каталог 1935 р.

## Історія замку Кілкенні

### Графи Пембрук
Замок Кілкенні був побудований у стратегічно важливому місці норманським феодалом Річардом де Клер — ІІ графом Пембрук, широко відомим як граф Стронгбоу. Перший замок був дерев'яним і був побудований десь одразу після 1169 року — після англо-норманського завоювання Ірландії, можливо у 1173 році. Перший замок, який був тут побудований, це був замок типу «Мотт-та-Бейлі» — дерев'яний замок на штучному пагорбі, оточений ровом з водою. До цього на цьому місці була резиденція місцевих ірландських королів та вождів клану Мак Гіолла Падрайг — королів ірландського королівства Осрайге (Оссорі). Замок Кілкенні став частиною володінь графства Лейнстер, що було утворене на місці ірландського королівства Лейнстер. Дочка і спадкоємиця графа Стронгбоу — Ізабель одружилась з Вільямом Маршаллом в 1189 році. Граф Маршал володів величезними землями в Англії, Франції, Уельсі, Ірландії і ефективно управляв ними. Він призначив Джеффрі Фітц Роберта сенешалем Лейнстера. Той почав будівництво кам'яних замків. Будівництво кам'яного замку Кілкенні було завершене в 1213 році. Був побудований кам'яний замок — квадратний у плані з баштами на кожному куті. Три вежі збереглися до нашого часу. Замком управляв сенешаль Кілкенні сер Гілберт де Богун. Він успадкував величезні володіння і замок від своєї матері в 1270 році. Але в 1300 році він був оголошений поза законом королем Англії Едвардом І Довгоногим. Проте у 1303 році він був відновлений у правах і землі та замки були йому повернені. Він володів замком Кілкенні до самої своє смерті в 1381 році — він прожив довге життя і пережив багатьох королів. Замок він передав своїй спадкоємиці Джоан, але замок був захоплений короною Англії, яка продала його потім Батлерам — графам Ормонд.

### Династія Батлер
Батлери прибули в Ірландію під час англо-норманського завоювання Ірландії в 1169 році. Це були лицарі норманського походження. Спочатку вони носили прізвище ФітцВолтер. Але в 1185 році ФітцВолтер отримав від короля Англії почесний титул чи посаду чашника короля Англії — баталера. З того часу назву цієї посади — вони взяли собі за прізвище і стали Батлерами (Чашниками, Виночерпіями).
Джеймс Батлер — ІІІ граф Ормонд купив замок Кілкенні в 1391 році і став правителем навколишніх земель. Джеймс Батлер побудував замок Говран в 1385 році і зробив його своєю основною резиденцією. Він був похований у монастирській церкві Святої Марії біля замку Говран. Його називали ще граф Говран. Династія Батлер правила навколишніми землями протягом багатьох століть. Батлери стали графами, маркізами та герцогами Ормонд і жили у своїх замках більше 500 років. Серед відомих особистостей цієї династії була Маргагер Батлер (1454—1539) — ірландська аристократка, дочка Томаса Батлера — VII графа Ормонд. Маргарет Батлер народилась саме в замку Кілкенні. Вона одружилась з сером Вільямом Болейном — і була бабусею Анни Болейн — королеви Англії, другої дружини короля Англії та Ірландії Генріха VIII.
Аристократи з династії Ормонд або Батлер жили в замку до 1935 року.
У XVII столітті замок перейшов власність Елізабет Престон — дружини тодішнього лорда-намісника Ірландії — Джеймса Батлера — ХІІ графа Ормонд і І герцога Ормонд. Цей Батлер, на відміну від інших Батлерів, був протестантом і протягом війн в Ірландії 1640-х років був представником короля Англії Карла I в Ірландії. Проте, його замок став столицею повстанського руху за незалежність Ірландії, центром Ірландської конфедерації, чий парламент — Верховна Рада Ірландії засідали в замку Кілкенні в 1642—1648 роках. Сам граф Ормонд був в цей час в Дубліні.
У 1640 році в Ірландії спалахнуло повстання за незалежність Ірландії. Незалежність Ірландії була проголошена саме на засіданні Генеральної Асамблеї Ірландії або парламенту Ірландської конфедерації, що проходила саме в замку Кілкенні. У замку Кілкенні засідав уряд Ірландської конфедерації під час війни за незалежність Ірландії 1640—1655 років.
Східна стіна і північно-східна вежа замку були сильно пошкоджені в 1650 році під час штурму замку Кілкенні військами Олівера Кромвеля під час завоювання Кромвелем Ірландії та придушення повстання. Пізніше ці башти вони були знесені. У 1661 році після реставрації монархії в Англії Батлери знову отримали у володіння свої замки, Батлер перебудований замок, як «сучасний» замок після повернення із заслання. Новий вхід в замок в південній стіні був побудований приблизно в цей час.
Після кривавого придушення повстання Олівером Кромвелем для Батлерів настали важкі часи. Становище не набагато покращилось після реставрації монархії в Англії. У XVIII столітті династія Батлерів продовжувала перебувати в занепаді, але ситуація покращилась після шлюбу Джона Батлера — XVII графа Ормонд з Енн Вандесфорд Кастелкомер. На той час замок Кілкенні був в занепаді, але Енн Вандесфорд Кастелкомер провела ремонт і відновлення замку.
У ХІХ столітті Батлери знову спробували відновити замок Кілкенні у своєму первісному вигляді, відновили північне крило, але і добудували і розширили замок в 1854 році. Найвища температура в Ірландії була виміряна саме в замку Кілкенні 26 червня 1887 року і становила 33,3 ° C. У 1919 році помер Джеймс Батлер — ІІІ маркіз Ормонд.
Під час війни за незалежність Ірландії в 1919—1922 роках та громадянської війни в Ірландії (1922—1927) в 1922 році загони ІРА були обложені в замку загонами армії Ірландської Вільної держави. Ормонди, разом зі своїм домашнім улюбленцем — песиком породи пекінес, вирішили залишитися на місці (песик ніякого рішення не приймав, просто лишився з господарями) в своїй спальні над великими воротами, які стали основним напрямком атаки. Був кулемет біля дверей спальні, що постійно стріляв і не давав господарям спокою і дуже налякав песика. Тільки одна людина була поранена, але великої шкоди було завдано замку.
У середині 20-тих років ХХ століття володар замку Кілкенні продав замок Комітету Реставрації Ірландської вільної Держави на символічну плату 50 ірландських фунтів, хоча Батлери жили в замку до 1935 року. Потім вміст замку — меблі, посуд, картини і таке інше було продане за £ 6000 і Батлери переїхали жити до Лондона. Основною причиною цього було те, що зросли податки, видатки на утримання замку і замок мати у власності стало дуже невигідно. Маєтки теж приносили збитки. Батлери позбулися своїх маєтків та земель в Ірландії в графствах Кілкенні та Тіпперері, які були площею понад 21 000 акрів землі. У 1967 році Артур Батлер — VI маркіз Ормонд і XXIV граф Ормонд все ще володів частиною земель та замку Кілкенні. Він це продав народу графства Кілкенні за символічну плату в 50 ірландських фунтів зі словами: «Народе Кілкенні! Ми і наша сім'я довгий час володіла замком, пишалися тим, що ми були власниками цього замку. Нині замок прийшов до занепаду, і ми не в змозі його утримувати, ми не хотіли б щоб в Ірландії побільшало руїн, їх і так забагато». Після цього замок був переданий державі, відреставрований і відкритий для відвідувачів. Замок став одним з найвідвідуваніших об'єктів республіки Ірландія. Навколо замку є сади і парки. Замок утримується за рахунок державної допомоги. У замку проходять виставки Національної галереї Ірландії. У замку є мистецька галерея Кілкенні, галерея Пеггі та Губерта Батлерів.
Розкопки 1990 років дозволи дослідити ранню історію замку.